# Bero zanclus
Bero zanclus är en fiskart som beskrevs av Snyder, 1911. Bero zanclus ingår i släktet Bero och familjen simpor. Inga underarter finns listade.